# Mouvaux
Mouvaux – miejscowość i gmina we Francji, w regionie Hauts-de-France, w departamencie Nord.
Według danych na rok 1990 gminę zamieszkiwało 13 566 osób, a gęstość zaludnienia wynosiła 3253 osób/km² (wśród 1549 gmin regionu Nord-Pas-de-Calais Mouvaux plasuje się na 53. miejscu pod względem liczby ludności, natomiast pod względem powierzchni na miejscu 751.).

## Współpraca
Miejscowości partnerskie:
- Buckingham, Wielka Brytania
- Halle, Belgia
- Neukirchen-Vluyn, Niemcy